# Skylar Park
Skylar Park, född 6 juni 1999 i Winnipeg, är en kanadensisk taekwondoutövare. Hennes bröder, Braven och Tae-Ku är också taekwondoutövare.

## Karriär
I juni 2016 tog Park brons i 57 kg-klassen vid panamerikanska mästerskapen i Querétaro. I november 2016 tog hon guld i 59 kg-klassen vid junior-VM i Burnaby. I juli 2018 tog Park guld i 57 kg-klassen vid panamerikanska mästerskapen i Spokane efter att ha besegrat brasilianska Rafaela Vieira i finalen. Under året tog hon även brons i 57 kg-klassen i både Rom och Manchester vid Grand Prix 2018.
I maj 2019 tog Park brons i i 57 kg-klassen vid VM i Manchester. I juli 2019 tog hon silver i 57 kg-klassen vid panamerikanska spelen i Lima efter en finalförlust mot amerikanska Anastasija Zolotic. Under året tog Park även ett brons i 57 kg-klassen vid Grand Prix i Rom. I juni 2021 tog hon sitt andra guld i 57 kg-klassen vid panamerikanska mästerskapen i Cancún efter att ha besegrat brasilianska Sandy Macedo i finalen. Följande månad tävlade Park i 57 kg-klassen vid OS i Tokyo, där hon blev utslagen i kvartsfinalen av taiwanesiska Lo Chia-ling.
I maj 2022 tog Park sitt tredje guld i 57 kg-klassen vid panamerikanska mästerskapen i Punta Cana efter att ha besegrat brasilianska Sandy Macedo i finalen. Under året tog hon även silver i Paris samt brons i Rom och Riyadh i 57 kg-klassen vid Grand Prix 2022.
I oktober 2023 tog Park sitt första guld i 57 kg-klassen vid Grand Prix i Taiyuan efter att ha besegrat iranska Nahid Kiani i finalen. Samma månad tog hon även guld i 57 kg-klassen vid panamerikanska spelen i Santiago efter att ha besegrat brasilianska Maria Clara Pacheco i finalen.
I maj 2024 tog Park brons i 57 kg-klassen vid panamerikanska mästerskapen i Rio de Janeiro. Vid olympiska sommarspelen 2024 i Paris tog hon även brons i 57 kg-klassen.